# Djurgården Hockey 2015/2016
Djurgården Hockey gjorde sin 38:e säsong i Svenska Hockeyligan (SHL), efter att ha gått upp förra säsongen från två säsonger i Hockeyallsvenskan. Laget medverkade även i Champions Hockey League (CHL).

## Truppen
Truppen per den 11 januari 2015, enligt difhockey.se: 

### Målvakter
- 32	 Mikael Tellqvist
- 59	 Mantas Armalis
- 96	 Linus Söderström

### Backar
- 4	 Marcus Högström
- 6	 Andreas Englund
- 8	 Linus Arnesson
- 24	 Daniel Fernholm
- 28	 Wilhelm Westlund
- 36	 Philip Holm
- 40	 Markus Nordlund
- 41	 Alexander Falk
- 54	 Alexander Deilert
- 56	 Robin Norell
- 73	 Adam Ollas Mattsson

### Forwards
- 7	 Sebastian Lauritzen
- 10	 Joakim Eriksson
- 14	 Alexander Fällström
- 15	 Steve Saviano
- 17	 Henrik Eriksson
- 18	 Michael Holmqvist
- 21	 Nicklas Heinerö
- 26	 David Rundqvist
- 37	 Mikael Samuelsson
- 44	 Mattias Guter
- 51	 Robin Alvarez
- 52	 Mikael Ahlén
- 61	 Markus Ljungh
- 66	 Marcus Sörensen

### Ledare
- Hans Särkijärvi - Huvudtränare
- Stefan Nyman - Assisterande tränare
- Tony Zabel - Assisterande tränare
- Anders Persson - Målvaktstränare
- KG Stoppel - Sportchef
- Patrick Högberg - Fystränare
- Johan Kellerstam - Materialförvaltare
- Max Eklöf - Materialförvaltare
- Bengt Gustafsson - Läkare
- Christian Schumacher - Fysioterapeut
- Lars-Erik Lindgren - Tandläkare

## Matcher

### CHL
Man kommer även att medverka i Champions Hockey League.

### SHL
Grundserien för SHL-säsongen 2015/16 består av 52 omgångar. .